# Amphisbaena roberti
Espèce
Amphisbaena roberti est une espèce d'amphisbènes de la famille des Amphisbaenidae.

## Répartition
Cette espèce est endémique du Brésil. Elle se rencontre dans les États de São Paulo, du Paraná, Minas Gerais et de Goiás.

## Publication originale
- Gans, 1964 : New records of Amphisbaena silvestrii Boulenger, and the description of a new two-pored species from the northern Chaco (Amphisbaenia: Reptilia). Notes on amphisbaenids 14. Copeia, vol. 1964, n. 3, p. 553-561.